# نوسکوو (استان لهستان بزرگ‌تر)
نوسکوو (به لاتین: Nosków) یک روستا در لهستان است که در گمینا یاراچوو واقع شده‌است. نوسکوو ۹۶۰ نفر جمعیت دارد.